# Perry Township (Allen County, Ohio)
Perry Township ist eines von zwölf Townships des Allen Countys im US-Bundesstaat Ohio. Das U.S. Census Bureau hat bei der Volkszählung 2020 eine Einwohnerzahl von 3.382 ermittelt.

## Geografie
Perry Township liegt im Südosten des Allen Countys im Nordwesten von Ohio und grenzt im Uhrzeigersinn an die Townships: Bath Township, Jackson Township, Auglaize Township, im Auglaize County an Wayne Township, Union Township und Duchouquet Township, Shawnee Township und American Township.

## Verwaltung
Das Township wird durch ein Board of Trustees, bestehend aus drei gewählten Mitgliedern, verwaltet. Zwei Personen werden jeweils im Jahr nach der Präsidentschaftswahl gewählt und eine jeweils im Jahr davor. Die Amtszeit dauert in der Regel vier Jahre und beginnt jeweils am 1. Januar. Daneben gibt es noch einen Township Clerk (Schriftführer), der ebenfalls im Jahr vor der Präsidentschaftswahl auf eine vierjährige Amtszeit gewählt wird. Dessen Amtszeit beginnt jeweils am 1. April.